# Departamento de Vinchina
Departamento de Vinchina är en kommun i Argentina.   Den ligger i provinsen La Rioja, i den nordvästra delen av landet, 1 200 km nordväst om huvudstaden Buenos Aires.
Trakten runt Departamento de Vinchina är ofruktbar med lite eller ingen växtlighet. Trakten runt Departamento de Vinchina är nära nog obefolkad, med mindre än två invånare per kvadratkilometer.